# Sebastián Galmarini
Sebastián Galmarini (San Isidro; 1 de julio de 1978) es un politólogo y político argentino, referente del espacio político conocido como Frente Renovador, fundado y liderado por Sergio Massa.  Se desempeñó como Director en la Jefatura de Gabinete de Asesores del Gobierno de la Provincia de Buenos Aires, Presidente del Partido Justicialista del Partido de San Isidro y profesor universitario. También fue Vicepresidente Segundo del Honorable Senado de la Provincia de Buenos Aires. Actualmente, es Director del Banco de la Provincia de Buenos Aires designado por acuerdo del Senado bonaerense desde 2019 a 2021, renovado en 2022 hasta 2025. 
En el plano personal, Galmarini está casado con Juliana Iraola y tienen dos hijos, Agustina Eva y Juan Facundo, junto a quienes vive en la localidad de Beccar, del Partido de San Isidro.

## Biografía

### Primeros años
Sebastián Galmarini nació el 1° de julio de 1978 en San Isidro, Provincia de Buenos Aires, en el seno de una familia argentina de clase media.  Fue el segundo de los tres hijos de Fernando Galmarini y Marcela Durrieu, quienes provienen de larga militancia política y partidaria con amplias trayectorias en la administración pública. Sus hermanos son Malena Galmarini (politóloga y presidenta de AYSA) y Martín Galmarini (futbolista en la primera del Club Atlético Tigre). Además tiene dos medio hermanas de la primera pareja de su padre: Bernardita (psicóloga) y Socorro Galmarini (psicopedagoga).
Cursó estudios primarios y educación secundaria en el Colegio Nacional de San Isidro. Se graduó como Licenciado en Ciencias Políticas en la Universidad de Buenos Aires (UBA) y continuó su formación de posgrado con la Maestría de Análisis, Derecho y Regulación Electoral de la Universidad Nacional de General San Martín. Además, en 2009 ganó una beca de la Corporación Andina de Fomento para  realizar un curso de posgrado en Administración y Políticas Públicas, dictado por la Universidad de San Andrés y por la George Washington University.   
Galmarini se desempeña desde muy temprana edad como profesor universitario en la materia Regímenes Electorales y Partidos Políticos en la Carrera de Ciencias Políticas de la UBA, actividad que continúa en la actualidad, en simultáneo a su carrera política. Además, desde el año 2008, es miembro de la Sociedad Argentina de Análisis Político (SAAP).

### Carrera política

#### Actividad político-partidaria
Los primeros pasos de Galmarini en la política fueron dados en el Partido Justicialista del Partido de San Isidro en el cual llegó a su presidencia, cargo que ocupó entre los años 2004 y 2008, convirtiéndose en la persona más joven en ocupar ese cargo en la Provincia de Buenos Aires. En las Elecciones Generales de 2007, fue candidato a Intendente del Partido de San Isidro.
Luego, entre  2008 y 2012 fue Congresal Nacional por el Partido Justicialista y Consejero por el Partido Justicialista del Partido de San Isidro, simultáneamente. 
En paralelo, Galmarini fue desarrollando una creciente actividad profesional como funcionario público. De ese modo, entre el año 2000 y el 2003 cumplió funciones de oficial en la Fiscalía Nacional en lo Criminal de Instrucción N° 48, de la Ciudad de Buenos Aires, dependiente del Ministerio Público (Argentina). Luego, en ese mismo organismo, se desempeñó en la Subdirección de Intendencia, hasta el año 2005.
En el año 2005 fue nombrado Jefe de Gabinete de Asesores en la Jefatura de Gabinete del Gobierno de la Provincia de Buenos Aires. En el 2007 pasó a desempeñarse como Director Provincial en la Subsecretaría de Relaciones Institucionales de la misma provincia, cargo que ocupó hasta el 2008.  
En simultáneo al desarrollo de su carrera política, y hasta el presente, Galmarini continuó dictando clases como profesor universitario en la materia Regímenes Electorales y Partidos Políticos en la Carrera de Ciencias Políticas de la UBA. Además, ejerció como consultor político y analista de mercados y opinión pública.
Entre los años 2010 y 2012, Sebastián Galmarini fue designado asesor Ad honorem del Intendente de la Municipalidad del Partido de Tigre.

#### Labor como senador provincial
En las Primarias Abiertas Simultáneas y Obligatorias del 11 de agosto de 2013, el Frente Renovador obtuvo el 35,05% de los votos válidos, siendo la lista más votada en la Provincia de Buenos Aires. Las elecciones generales se programaron para el 27 de octubre de 2013 y el partido de Sergio Massa resultó vencedor con más del 44% de los votos válidos emitidos.
En esas elecciones Galmarini fue elegido senador provincial, cargo que asumió el 4 de diciembre de 2013 en representación de la  1.ª Sección Electoral de la Provincia de Buenos Aires comprendida por 24 partidos (Campana, Escobar, General Las Heras, General Rodríguez, General San Martín, Hurlingham, Ituzaingó, José C. Paz, Luján, Marcos Paz, Mercedes, Merlo, Moreno, Morón, Malvinas Argentinas, Navarro, Pilar, San Fernando, San Isidro, San Miguel, Suipacha, Tigre, Tres de febrero y Vicente López). 
En su calidad de senador provincial  se desempeñó durante los períodos legislativos 2014/15 y 2015/16 como Presidente de la Comisión de Reforma política y Reforma del Estado. A su vez, fue vocal en las siguientes comisiones: Asuntos Constitucionales y Acuerdos; Industria y Minería; Derechos Humanos y Garantías; Comercio Interior, Pequeña y Mediana Empresa y Turismo; y Libertad de expresión. En diciembre de 2015, fue designado Vicepresidente Segundo del Honorable Senado de la Provincia de Buenos Aires.
Sebastián Galmarini, como Presidente de la Comisión de Reforma política y Reforma del Estado del Senado de la Provincia de Buenos Aires, ha impulsado la creación de mecanismos de democracia semidirecta, como la consulta popular o la iniciativa legislativa para favorecer la participación ciudadana. También ha promovido el fin de la reelección infinita de senadores, diputados e intendentes; la implementación del voto electrónico, y leyes de paridad electoral.
Otro de sus ejes de trabajo ha sido la ética pública y la transparencia, en 2015 presentó un proyecto de ley que establecía un conjunto de deberes, prohibiciones e incompatibilidades para los funcionarios públicos bonaerenses, renueva íntegramente el régimen de declaraciones juradas patrimoniales que deben presentar, ampliando el universo de las personas comprendidas y reformando el sistema de presentación, conservación y publicidad de las mismas. El proyecto presentado proponía la creación de un nuevo organismo, la Comisión Provincial de Ética Pública, encargado de la recolección de la información que al mismo tiempo debería actuar como contralor del cumplimiento de la ley, determinando el destino de los obsequios que reciban los funcionarios públicos, prohibiendo la publicidad oficial que implique la promoción personal de los funcionarios, y promoviendo las denuncias necesarias para garantizar el cumplimiento de la norma.

#### Proyectos de Ley de su autoría

##### Salud
- Bancos de Célula madre. El Senador Sebastián Galmarini presentó un proyecto para crear un registro de los Bancos de Células madre.

- Prevención y  atención de casos de consumo y/o abuso de drogas. Este proyecto le solicita al gobierno de la Provincia de Buenos Aires que establezca protocolos de atención de personas que consumen y/o abusan de drogas, y exige políticas de prevención de adicciones

##### Seguridad
- Prevención y erradicación del ciberacoso sexual(grooming). El senador Sebastián Galmarini presentó, junto con la senadora  Micaela Ferraro Medina y un proyecto de ley para impulsar la creación del “Programa Integral de Concientización, Prevención y Erradicación del Ciberacoso Sexual Infantil” -también conocido como grooming-que brinda herramientas para garantizar la Navegación web segura de niños y adolescentes.  El proyecto, que obtuvo media sanción en la Cámara Alta, establece la capacitación de los docentes, para que puedan alertar a los menores que a diario utilizan Internet, juegos electrónicos y Redes sociales.[10]

- Minoridad en riesgo. Gamarini propuso modificar la Ley de Responsabilidad penal Juvenil, imponiendo una audiencia obligatoria con los padres en el proceso penal seguido a los menores de edad, y fortaleciendo los programas de reinserción de los menores en situación de riesgo.[11]

- Recursos destinados para combatir la inseguridad en el Partido de San Isidro. Galmarini presentó un pedido de informes al gobierno de la Provincia de Buenos Aires para que brinde información sobre los recursos destinados a combatir la inseguridad en San Isidro.

##### Educación
- Escuelas con jornada extendida o completa. Presentó una solicitud de informe para que el gobierno provincial notifique la cantidad de escuelas con jornada extendida o completa. El proyecto de Galmarini acompañaba gestiones iniciadas por directivos e inspectores de la Escuela N.º 28 de la ciudad de Boulogne Sur Mer (Buenos Aires), en San Isidro, con el objetivo de que se autorizara al establecimiento para ofrecer educación de jornada extendida.[12]

- Colegio Nacional de San Isidro. Galmarini propuso declarar patrimonio histórico y cultural el edificio de la Escuela de Educación Media N.º 8 “Dr Antonio Sagarna”, más conocida como el Nacional de San Isidro, por su antigüedad y su arquitectura de época.

##### Medioambiente
- Declarar al Hipódromo de San Isidro "Espacio verde de interés provincial". El senador Galmarini propuso declarar al Hipódromo de San Isidro “Espacio Verde de Interés Provincial”, para preservar ese pulmón verde, considerado el más grande de dicha ciudad. Este proyecto obtuvo media sanción en el Senado.[13]

##### Reforma Política
- Ley de Paridad. Este Proyecto de Ley propone que, para todos los cargos públicos representativos de la provincia de Buenos Aires, los partidos políticos oficialicen sus listas de candidatos respetando una equivalencia del 50% por ciento del sexo femenino y otro 50%  del sexo masculino, para todas las categorías de cargos.[14]

##### Obras públicas
- Tendido de gas natural en el Partido de Villa Gesell. Proyecto de solicitud de informes para conocer el estado de ejecución de obras de tendido de gas natural en las localidades de Mar de las Pampas, Las Gaviotas y Mar Azul, pertenecientes al partido de Villa Gesell.

- Reparación y señalización de la Ruta Provincial 76 (Buenos Aires). Proyecto manifestando preocupación por el estado de las rutas provinciales y solicitando la reparación, mantenimiento y señalización de la Ruta Provincial N.º 76, en el tramo que comprende desde la localidad de Saldugaray hasta la localidad de Sierra de la Ventana.

##### Deportes
- San Isidro: Capital Provincial del Rugby. Galmarini presentó un Proyecto de ley, que fue aprobado por el Senado de la Provincia de Buenos Aires, para declarar al Partido de San Isidro Capital Provincial del Rugby.[15]

##### Defensa del Consumidor
- Telefonía Celular. Proyecto presentado por el senador Galmarini para transformar a la telefonía celular en un “servicio público”, para permitir la regulación de las tarifas y los servicios en resguardo de los derechos de los usuarios.